# Alfred Flaum
Alfred Flaum, född 14 december 1895 i Karlskrona, död 12 februari 1982 i Lund, var en svensk läkare.

## Biografi
Flaum avlade studentexamen i Karlskrona 1913, medicine kandidatexamen 1916 och medicine licentiatexamen 1922. Han bedrev fysiologiska studier i Lausanne 1922 och epidemiologiska studer i Köpenhamn 1925. Flaum promoverades till medicine doktor och blev docent i bakteriologi vid Lunds universitet 1938. Flaum tilldelades professors namn 1956.
Flaum var extra läkare vid Vadstena hospital 1917, extra ordinarie amanuens vid röntgeninstitutet och radiologiska avdelningen i Lund 1920, amanunens vid bakteriologiska avdelningen av patologiska institutet i Lund 1921–1922, extra läkare vid Lunds lasaretts venereologiska avdelningen och biträdande läkare vid polikliniken för könssjukdomar i Lund 1923, amanuens vid medicinska kliniken 1924, andre underläkare där 1925, extra läkare och underläkare i Lund från 1927, lärare i epidemiologi vid Lunds universitet från 1929, praktiserande läkare i Lund från 1927, överläkare där 1947–1961. 
Han var sekreterare i Lunds läkaresällskap 1931–1939 och ordförande där 1945–1946, ordförande i Svenska epidemiologföreningen 1955–1957 och i Sydsvenska medicinhistoriska sällskapet 1964–1970. Flaum blev ledamot av Fysiografiska sällskapet i Lund 1960 och var riddare av Nordstjärneorden. Han utgav diverse uppsatser i bakteriologi, serologi och epidemiologi samt var medarbetare i Svensk uppslagsbok och i Läkaresällskapet i Lund hundra år (1962).